# Liga Colombiana de Baloncesto 2025-I
La Liga Profesional de Baloncesto 2025-I (conocida como Liga BetPlay de Baloncesto 2025-I por motivos de patrocinio) fue el primer torneo de la temporada 2025 de la Liga Profesional de Baloncesto de Colombia, máxima categoría de este deporte en el país, la cual se inició el 9 de mayo y finalizó el 16 de julio y fue organizado por la División Profesional de Baloncesto (DPB), entidad dependiente de la Federación Colombiana de Baloncesto.
El club Paisas de Medellín se coronó campeón por primera vez en su historia en la liga profesional.

## Novedades
En esta temporada se competirán ocho equipos incluyendo al nuevo club Caimanes del Llano, en reemplazo de los Cafeteros de Armenia. El club Caribbean se traslada a Santa Marta para competir en la liga profesional. 
Los clubes Titanes de Barranquilla, Búcaros de Bucaramanga, Cafeteros de Armenia y Corsarios de Cartagena fueron sancionados por dos años para competir en la liga profesional por la comisión disciplinaria de la Federación Colombiana de Baloncesto, por sus presuntos incumplimientos económicos y deportivos.
El equipo que cambió el nombre para disputar la temporada fue Sabios que ahora se denomina MZL Manizales Sabios.

## Equipos participantes
| Equipo               | Ciudad        | Departamento       | Pabellón                   | Aforo |
| -------------------- | ------------- | ------------------ | -------------------------- | ----- |
| Caimanes del Llano   | Villavicencio | Meta               | Coliseo Álvaro Mesa Amaya  | 7000  |
| Caribbean Storm      | Santa Marta   | Magdalena          | Coliseo Edgardo Vives      | 1600  |
| Cimarrones del Chocó | Cali          | Valle del Cauca    | Coliseo Evangelista Mora   | 5000  |
| Motilones del Norte  | Cúcuta        | Norte de Santander | Coliseo Toto Hernández     | 5000  |
| Paisas de Medellín   | Medellín      | Antioquia          | Coliseo Iván de Bedout     | 6000  |
| Piratas de Bogotá    | Bogotá        | Bogotá, D. C.      | Coliseo El Salitre         | 7000  |
| MZL Manizales Sabios | Manizales     | Caldas             | Coliseo Jorge Arango Uribe | 4000  |
| Toros del Valle      | Cali          | Valle del Cauca    | Coliseo Evangelista Mora   | 5000  |

## Primera fase

### Grupo A
| Pos | Equipos              | PTS | PG | PP | PJ | PTFA | PTCO | DIF  |
| --- | -------------------- | --- | -- | -- | -- | ---- | ---- | ---- |
| 1.  | Paisas de Medellín   | 20  | 8  | 4  | 12 | 1019 | 903  | 106  |
| 2.  | Toros del Valle      | 19  | 7  | 5  | 12 | 986  | 915  | 71   |
| 3.  | MZL Manizales Sabios | 17  | 5  | 7  | 12 | 904  | 980  | -76  |
| 4.  | Cimarrones del Chocó | 16  | 4  | 8  | 12 | 1031 | 1142 | -111 |

### Grupo B
| Pos | Equipos             | PTS | PG | PP | PJ | PTFA | PTCO | DIF |
| --- | ------------------- | --- | -- | -- | -- | ---- | ---- | --- |
| 1.  | Caimanes del Llano  | 21  | 9  | 3  | 12 | 947  | 913  | 34  |
| 2.  | Motilones del Norte | 18  | 6  | 6  | 12 | 911  | 910  | 1   |
| 3.  | Caribbean Storm     | 17  | 5  | 7  | 12 | 924  | 933  | -9  |
| 4.  | Piratas de Bogotá   | 16  | 4  | 8  | 12 | 878  | 904  | -26 |

## Segunda fase

### Posiciones
Clasificados a Semifinales
     Clasificados a Play-In
     Eliminados
| Pos | Equipos              | PTS | PG | PP | PJ | PTFA | PTCO | DIF  |
| --- | -------------------- | --- | -- | -- | -- | ---- | ---- | ---- |
| 1.  | Paisas de Medellín   | 35  | 15 | 5  | 20 | 1746 | 1526 | 220  |
| 2.  | Caimanes del Llano   | 35  | 15 | 5  | 20 | 1568 | 1418 | 150  |
| 3.  | Toros del Valle      | 31  | 11 | 9  | 20 | 1627 | 1530 | 97   |
| 4.  | Caribbean Storm      | 31  | 11 | 9  | 20 | 1626 | 1563 | 63   |
| 5.  | Motilones del Norte  | 31  | 11 | 9  | 20 | 1535 | 1534 | 1    |
| 6.  | MZL Manizales Sabios | 29  | 9  | 11 | 20 | 1539 | 1595 | -56  |
| 7.  | Piratas de Bogotá    | 24  | 4  | 16 | 20 | 1492 | 1642 | -150 |
| 8.  | Cimarrones del Chocó | 24  | 4  | 16 | 20 | 1525 | 1850 | −325 |

## Fase final
|  | Play-in   | Play-in |           |          | Semifinales | Semifinales |  |        | Final | Final |  |
|  |           |         |           |          |             |             |  |        |       |       |  |
|  |           |         |           |          |             |             |  |        |       |       |  |
|  |           |         |           |          |             |             |  |        |       |       |  |
|  |           |         |           |          |             |             |  |        |       |       |  |
|  |           |         |           |          |             |             |  |        |       |       |  |
|  |           | Paisas  | 3         |          |             |             |  |        |       |       |  |
|  |           |         | 3         |          |             |             |  |        |       |       |  |
|  |           |         | Caribbean | 1        |             |             |  |        |       |       |  |
|  | Caribbean | 2       | Caribbean | 1        |             |             |  |        |       |       |  |
|  | Caribbean | 2       |           |          |             |             |  |        |       |       |  |
|  | Motilones | 1       |           |          |             |             |  |        |       |       |  |
|  | Motilones | 1       |           |          |             |             |  | Paisas | 3     |       |  |
|  |           |         |           |          |             |             |  | Paisas | 3     |       |  |
|  |           |         | Caimanes  | 0        |             |             |  |        |       |       |  |
|  | Toros     | 2       | Caimanes  | 0        |             |             |  |        |       |       |  |
|  | Toros     | 2       |           |          |             |             |  |        |       |       |  |
|  | Sabios    | 0       |           |          |             |             |  |        |       |       |  |
|  | Sabios    | 0       |           | Caimanes | 3           |             |  |        |       |       |  |
|  |           |         |           | Caimanes | 3           |             |  |        |       |       |  |
|  |           |         | Toros     | 2        |             |             |  |        |       |       |  |
|  |           |         | Toros     | 2        |             |             |  |        |       |       |  |
|  |           |         |           |          |             |             |  |        |       |       |  |
|  |           |         |           |          |             |             |  |        |       |       |  |
|  |           |         |           |          |             |             |  |        |       |       |  |
|  |           |         |           |          |             |             |  |        |       |       |  |

### Play-in
| Caribbean vs. Motilones | Caribbean vs. Motilones | Caribbean vs. Motilones | Caribbean vs. Motilones | Caribbean vs. Motilones | Caribbean vs. Motilones | Caribbean vs. Motilones |
| Local                   | Resultado               | Visitante               | Coliseo                 | Fecha                   | Hora                    | TV                      |
| ----------------------- | ----------------------- | ----------------------- | ----------------------- | ----------------------- | ----------------------- | ----------------------- |
| Motilones               | 79-73                   | Caribbean               | Coliseo Toto Hernández  | 24 de junio             | 20:30                   | Win Sports, DPB TV      |
| Caribbean               | 87-63                   | Motilones               | Coliseo Edgardo Vives   | 27 de junio             | 20:30                   | Win Sports, DPB TV      |
| Caribbean               | 97-95                   | Motilones               | Coliseo Edgardo Vives   | 28 de junio             | 18:30                   | Win Sports, DPB TV      |

| Toros vs. Sabios | Toros vs. Sabios | Toros vs. Sabios | Toros vs. Sabios           | Toros vs. Sabios | Toros vs. Sabios | Toros vs. Sabios   |
| Local            | Resultado        | Visitante        | Coliseo                    | Fecha            | Hora             | TV                 |
| ---------------- | ---------------- | ---------------- | -------------------------- | ---------------- | ---------------- | ------------------ |
| Sabios           | 83-87            | Toros            | Coliseo Jorge Arango Uribe | 23 de junio      | 18:30            | Win Sports, DPB TV |
| Toros            | 78-70            | Sabios           | Coliseo Evangelista Mora   | 27 de junio      | 18:00            | Win Sports, DPB TV |

### Semifinales
| Paisas vs. Caribbean | Paisas vs. Caribbean | Paisas vs. Caribbean | Paisas vs. Caribbean   | Paisas vs. Caribbean | Paisas vs. Caribbean | Paisas vs. Caribbean |
| Local                | Resultado            | Visitante            | Coliseo                | Fecha                | Hora                 | TV                   |
| -------------------- | -------------------- | -------------------- | ---------------------- | -------------------- | -------------------- | -------------------- |
| Paisas               | 84-81                | Caribbean            | Coliseo Iván de Bedout | 1 de julio           | 19:35                | Win Sports, DPB TV   |
| Paisas               | 97-74                | Caribbean            | Coliseo Iván de Bedout | 2 de julio           | 17:30                | Win Sports, DPB TV   |
| Caribbean            | 118-74               | Paisas               | Coliseo Edgardo Vives  | 5 de julio           | 19:30                | Win Sports, DPB TV   |
| Caribbean            | 79-108               | Paisas               | Coliseo Edgardo Vives  | 6 de julio           | 19:30                | Win Sports, DPB TV   |

| Caimanes vs. Toros | Caimanes vs. Toros | Caimanes vs. Toros | Caimanes vs. Toros        | Caimanes vs. Toros | Caimanes vs. Toros | Caimanes vs. Toros |
| Local              | Resultado          | Visitante          | Coliseo                   | Fecha              | Hora               | TV                 |
| ------------------ | ------------------ | ------------------ | ------------------------- | ------------------ | ------------------ | ------------------ |
| Caimanes           | 64-65              | Toros              | Coliseo Álvaro Mesa Amaya | 1 de julio         | 17:30              | Win Sports, DPB TV |
| Caimanes           | 94-77              | Toros              | Coliseo Álvaro Mesa Amaya | 2 de julio         | 19:30              | Win Sports, DPB TV |
| Toros              | 83-88              | Caimanes           | Coliseo Evangelista Mora  | 5 de julio         | 17:30              | Win Sports, DPB TV |
| Toros              | 86-80              | Caimanes           | Coliseo Evangelista Mora  | 6 de julio         | 17:30              | Win Sports, DPB TV |
| Caimanes           | 89-65              | Toros              | Coliseo Álvaro Mesa Amaya | 9 de julio         | 19:30              | Win Sports, DPB TV |

### Final
| Paisas vs. Caimanes | Paisas vs. Caimanes | Paisas vs. Caimanes | Paisas vs. Caimanes       | Paisas vs. Caimanes | Paisas vs. Caimanes | Paisas vs. Caimanes |
| Local               | Resultado           | Visitante           | Coliseo                   | Fecha               | Hora                | TV                  |
| ------------------- | ------------------- | ------------------- | ------------------------- | ------------------- | ------------------- | ------------------- |
| Paisas              | 104-95              | Caimanes            | Coliseo Iván de Bedout    | 12 de julio         | 20:30               | DPB TV              |
| Paisas              | 85-80               | Caimanes            | Coliseo Iván de Bedout    | 13 de julio         | 17:30               | Win Sports, DPB TV  |
| Caimanes            | 71-91               | Paisas              | Coliseo Álvaro Mesa Amaya | 16 de julio         | 19:30               | Win Sports, DPB TV  |

|                                        |
|                                        |
| Campeón Paisas de Medellín 1.er título |